# Византијски цар
Византијски цар, или византијски император, личност је која је била на врху пирамиде државног апарата и друштва Византије, дјелујући као посљедња инстанца у готово сваком питању. Идеолошко оправдање његове моћи датира још из времена Римског царства, допуњено хришћанским и хеленистичким концептима. Извор цареве моћи била је божанска воља, изражена у акламацији војске, сената и народа. У недостатку правне сигурности, војни успјеси су често служили као основа за насљедство на пријестолу, а одсуство јасно дефинисаног поретка насљеђивања пријестола довело је до значајног броја покушаја узурпације власти, од којих су много били успјешни.
Почевши од 7—8. вијека, промјене друштвених прилика довеле су до легитимизације пренос власти рођењем, порфирогенит (рођен у порфиру). Перцепција цара као богоизабраног владара дала му је уникатна овлашћења и привилегије у цркви. Као оличење највише законодавне власти, цар није био везан правном државном и сматран је власником све земљишне имовине у царству. Иако су се Византинци често бунили против царева и збацивали их, стварна власт царева била је неоспорна, мало ко је оспоравао саму идеју царске власти, чија је права основа била професионална војска, компетентан бирократски апарат, способност да прилично ефективно прикупе средства за своје подухвате. То све је држала идеолошка пропаганда, захваљујући којој је цар био средишња слика византијског менталитета, и патриотизам.
Одвојеност царева од својих поданика била је наглашена њиховом изолацијом у дворцу, гдје су водили живот подложан строгим ритуалима и церемонијама, које датирају још од староримског култа цара, сакралног статуса, употребе злата и пурпура у одјећи.
Према Георгију Острогорском, од 324. до 1453. године Византијом је владало 88 царева, дакле, просјечно трајање једне владавине износило је 13 година. Истовремено, било је периода немира у историји Византије, када је промјена власти долазила много чешће — 7 царева у периоду од 695. до 717, 5 царева у периоду од 797. до 820, 7 царева у периоду од 1055. до 1081. и 6 у периоду од 1180. до 1204. године. Од свих династија које су заузеле византијски пријесто, најдуже је трајала владавина Палеолога, који су владали у посљедњем периоду царства (1259—1453).

## Идеја царске моћи
Равнотежа у „дијархији” монархијских и републиканских институција у Римском царству, која се развила у доба принципата, постепено се, почевши од првих царева, помјерала у корист монархије. Под Трајаном (98—117) прво је изречено начело да је цар изнад закона, а под Хадријаном (117—138) то је већ постало правни аксиом. Почев од Септимија Севера (193—211) цареви званични узимају титулу dominus („господин”), истичући да цар више није princeps senatus и највиши војсковођа, већ и господар својих поданика. Падом династије Север почиње период непрекидних војних преврата, који су државу довели на ивицу смрти. Цар Диоклецијан (284—305), који је ставио тачку на ово смутно вријеме, спровео је низ реформи државне управе, које су, између осталог, разјасниле положај шефа државе. Потресен током непрекидних револуција, Диоклецијан је подигао престиж царског достојанства повећавајући растојање која одваја суверена од његових поданика и окружује га сјајем источњачких монарха. Под утицајем Персије, која је у то вријеме била главни непријатељ царства, традиционално пурпурно одјело цара допуњено је челним покривачем уобичајеним на Истоку у виду златне дијадеме украшене драгим камењем. По источњачком обичају, личност цара била је окружена евнусима, а двор из походног штаба, који је дуго био војних револуција, претворио се у огромну и по свом саставу веома сложену институцију. Царев живот је почео да регулише величанствени бонтон, и свако коме је било дозвољено да га види морао је да клања на оријентални начин, а у знак пажње, цар је дозвољавао да пољуби крај његовог порфира. Служба са царем лично добија вриједност високе части; све што је произашло из њега и његовог окружења називало се ријечју „свето”: свете благајна, света спаваћа соба, свети дворац итд. Диоклецијан је себе изједначио са Јупитером, а свог савладара Максимијана, са којим је дијелио царство, са Херкулом. Ове дефиниције су поновљене и проширене у Теодосијевом законику (5. вијек).
За општу ознаку царског достојанства, Диоклецијан је почео да користи ријеч dominus („господар”), као што је то раније радио Аурелијан, који је за себе на кованом новцу користио назив Deus et dominus natus („истински Бог и господар”). Ријеч dominus је од тада током многих вијекова постала титула цара. Међутим, иако је Улпијан у 3. вијеку формулисао принцип legibus solutus, који је владара постављао изван јурисдикције закона, римски цар се никада није претворио у источњачког деспота, неодговорног владара имовине и личности својих поданика. Учвршћивање хришћанства као државне религије царства, што се догодило под Константином Великим (306—337), освијетлио је ауторитет врховне власти идејом о божијем избору. Писац с краја 4. вијека Вегеције, мијешајући паганске и хришћанске идеје, говорио о обожавању цара као бога у тијелу. Хришћанска одмјереност Теодосија II (408—450), који је забранио обожавање својих статуа и прогласио да је владар везан законима и да власт суверена произилази из ауторитета закона, била је углавном нетипична. Тако је Јустинијан I (527—565) поносно изјавио „Бог је подредио законе цару, шаљући их људима као оживљени закон”.
Постоје различити ставови о томе да ли је позно Римско царство имало апсолутну монархију. Тако је истакнути њемачки историчар Теодор Момзен, у односу на Диоклецијана, дао позитиван одговор на ово питање, док је његов енглески колега Џ. Б. Бери, разматрајући цјелокупну историју Византије, поткријепио тврдњу да је византијска автократија имала бројна ограничења. Иако се цар својим поданицима јављао као неограничени монарх, имајући могућност да не зазире од закона, да их крши по сопственом хиру, док се заправо понашао као тиранин, његови поступци нису наишли на одобравање. Постојање стварне могућности то није учинило законским правом. С правне тачке гледишта, цар није био прекршилац закона, већ њихов покровитељ и заштитник. Цар је био дужан да дјелује као врховни законодавац и владар, тежећи општем добру својих поданика, непристрасан у благодатима и казнама, враћајући свакоме по заслугама, подржавајући прије свега прописе светих књига, уредбе седам васељенских сабора и на, крају, уопште римске законе. С чињеничког становишта, власт цара је била ограничена посредно због двије особености политичког устројства Византије. Прво, одсуство законски дефинисаног поретка насљеђивања пријестола довело је до потребе да цареви траже подршку од народа, посебно становника Цариграда, па су тако пали у зависност од промјенљивог расположења масе. Друго, византијски конзервативизам и везаност за временске обреде и спољашње услове живота, довели су до тога да је, како примјећује Николај Скабаланович, „неограничени монарх морао слијепо да се потчини сувом, бездушном и безопасном облику, над монархом лично стајао је замишљени монарх, спутавао га и ограничавао”.

## Титула
Од времена Римског царства, титуле царева преносиле су се на грчки уз помоћ аналога који одговарају по значењу: латински  и грчки αὐτοκράτωρ, латински  и грчки σεβαστός итд. Током првих вијекова хришћанске ере, ове ријечи су постале широко распрострањене у грчком језику, појављујући се не само у званичним документима, него и у умјетничкој књижевности. Међутим, у исто вријеме, у раном царству, цареви су избјегавали да користе титуле које су имале јасно монархистичко значење. Међу овим титулама био је „цар” (лат. rex, грчки еквивалент грч.  — „василевс”) — тешко се може наћи бар неколико случајева употребе ове ријечи за означавање цара у класичној римској књижевности.
Међутим, на Истоку, нарочито у Египту, гдје су августи сматрани насљедницима Птолемеја, ријеч „василевс” се користила од првих вијекова, иако не као званична титула. Од 4. вијека ријеч „василевс” је постала широко кориштена у грчкојезичким дијеловима царства, али се није користила као званична титула монарха све до владавине цара Ираклије I (610—641). У зборнику Јустинијана I (527—565) коришћена је само ријеч „принцепс”, која је имала најдемократскије значење, али у каснијим Новелама користе се изрази попут „наша царственост” (стгрч. ἡ ἡμετέρα βασιλεία).
Почев од 5. вијека, за грчки превод латинске ријечи rex почиње се сматра ријеч ρήξ, која се сматрала погодном за одређивање вођа варвара. Истовремено, „василев” и „император” постали су синоними, након чега се убрзао продор ове ријечи у службену употребу. Најранија употреба ријечи „василевс” у званичном документу датира из 629. године, док се у документу у почетку царствовања Ираклије означава као „автократор”. Промјена титуле цара Џ. В. Бери везује за побједнички исход рата са Персијом од 602. до 628. године. Дуго су римски цареви признавали међу страним монарсима право да се називају василевсима само међу владарима Персије и царевима Абисиније, од којих су посљедњи ријетко узимани у обзир. Сходно томе, све док је јак независни василевс изван царства, цареви су се уздржавали од узимања ове титуле. Када је персијски монарх сведен на положај вазала и више се није сматрао супарником, ова титула се могла званично користити. Према концепту свјетске монархије, не могу постојати два цара: дозволити ово значило би негирати Константинопољ као пријестоницу свијета и византијског цара као господара васељене. Тек 812, под утицајем тешких пораза у рату са Бугарима, византијски цар Михаило I (811—813) закључио је уговор са царем Запада и први пут га именовао василевсом. Појава титуле „василевс Римљана” (стгрч. βασιλεύς Ρωμαίων) такође се често приписује 812. години и доводи у везу са односима са Франачком, мада има разлога да се вјерује да је ова титула коришћена већ у 7. вијеку.
Почев од Константина V (741—775) титула „василевс” се јавља на новцу. Због крајњег конзервативизма, ова промјена је полако продирала у званична документа. Прошао је најмање један вијек прије него што је ријеч „василевс” почела да се кује на кованом новцу, и тек од тог времена може се сматрати да је „василевс” постао званични еквивалент „императора”, замијенивши „автократора”. У каснијим епохама, концепт „автократора” добија независно значење и примјењује се на оне василевсе који су имали стварну власт, иако су се тако могли названи и савладари самодржаца који су имали номиналну моћ.
Додатну сематику ријечи „василевс” дала је чињеница да се у Новом завјету на исти начин именује Исус Христос, а у грчком преводу Старог завјета израз се односи на старозавјетне цареве. Послије овјенчања царством од стране патријарха цариградског Анатолија, цар Лав I (457—474) усвојио је нови атрибут „боговјенчан”.
Жељећи да покаже пуноћу своје моћи, цареви су често узимали и титулу конзула. У 4—6. вијеку ова титула постоје претежно власништво царева и чланова њихових породица — процјењује се да је у овом периоду од 145 конзула, 75 било представника владајуће династије. Истовремено, значај конзулства се обесцијенио и постао нека врста церемонијалног обреда приликом ступања цара на пријесто. Јустинијан I је титулу укинуо 541. године, међутим, из разних разлога, конзулска титула је постојала још неколико вијекова, све док није потпуно нестала под царем Лавом VI (886—912).

## Насљеђивање на пријестолу

### Правни основ
Византија, која је наслиједила римску традицију избора цара, било је у овом погледу изузетак међу другим средњовјековним државама. Поредећи природу монархије у Византији и тадашњим германским државама, њемачки историчар Фриц Керн примјећује да, за разлику од карактеристичног принципа хришћанске монархије, у којој су дужности неодвојиве од положаја, чије је испуњење чинило владара намјесником Бога на земљи, у варварским краљевинама и државама које су их насљедиле, концепт „дужности” уопште није постојао, већ је постојало само право сродника и потомака краља, који је први пут по Божијој вољи заузео трон, претендујући на право насљедника. Према енглеском историчару Филипу Грирсону, „божанственост” царске власти код Германа могла се односити само на појединог краља, али не и на цијелу династију, била експлицитно или имплицитно призната од народа, али није било посљедица због тврдњи о божанском поријеклу.